# الأنبا كيرلس
كيرلس (سابقا القس جون بول عبد السيد) هو أول أسقف أمريكي المولد للكنيسة القبطية الأرثوذكسية. وهو الأسقف العام للتعليم المسيحي لأبرشية الأقباط الأرثوذكس في لوس أنجلوس وجنوب كاليفورنيا وهاواي. وهو أيضًا عميد كلية القديس اثناسيوس والقديس كيرلس اللاهوتية أنهايم ،كاليفورنيا. كما يشغل منصب مقرر لجنة الحوارات المسكونية مع الكنائس للمجمع المقدس للكنيسة القبطية الأرثوذكسية.

## النشأة وخدمته
ولد هاني عبد السيد، الذي أصبح فيما بعد الانبا كيرلس، في لوس أنجلوس، كاليفورنيا. حصل على بكالوريوس العلوم في دراسات الاتصالات من جامعة كاليفورنيا (لوس أنجلوس). قام هو واخوه التوأم ناجي عبد السيد (حاليا القس ديفيد عبد السيد) برئاسة النادي القبطي لجامعة كاليفورنيا (لوس أنجلوس) في عام 1993. بعد تخرجه حصل على درجة الدكتوراه في القانون من مركز القانون بجامعة جورج تاون. مارس المحاماة قبل أن يصبح شماساً مكرّساً من 2000 إلى 2002.

## دير (بيت اخوة) القديس بولس
في 20 أكتوبر 2002 ، رُسم قسا متبتل بيد المطران سرابيون ليخدم دير (بيت اخوة) القديس بولس بلوس انجلوس، وانضم إلى القس اسحق عزمي بولس (الآن الاسقف أبراهام) ليصبح ثاني قس متبتل لدير (بيت اخوة) القديس بولس. أثناء خدمته حصل أيضًا على درجتي ماجستير في اللاهوت من مدرسة هولي كروس الأرثوذكسية اليونانية اللاهوتية في بوسطن، كما حصل علي درجة الدكتوراة في تاريخ المسيحية من جامعة نوتر دام في إنديانا. كما خدم في كنيسة القديس مينا القبطية الأرثوذكسية في ريفرسايد (كاليفورنيا) لعدة سنوات وشارك في الحوار المسكوني مع العديد من الطوائف المسيحية الأخرى. اثناء ذلك، نشر العديد من الكتب وشارك في تأسيس كلية القديس اثناسيوس والقديس كيرلس اللاهوتية بكاليفورنيا بالإضافة إلى قسم تعليمي مركزي للأبرشية.

## قسم التربية المسيحية
أنشأ المطران سرابيون والأسقف كيرلس قسم التعليم المسيحي، مع منهج مدارس الأحد، وبرنامج دياكونيت، وبرنامج إعداد الخدم، وبرنامج خاص للأطفال من سن 8 إلى 13 عامًا في موضوعات متقدمة مثل تاريخ الكنيسة، واللاهوت، والدفاعيات. مجموعة من مؤلفاته متواجدة علي الامازون.

## الأسقفية
بعد ترقية الانبا سرابيون ، تم اختيار القس اسحق عزمي بولس والقس جون بول عبد السيد (الأسقفان أبراهام وكيرلس) ليتم تكريسهما كأساقفة مساعدين لابرشية لوس أنجلوس . استعدادًا لذلك، قام المطران سرابيون بترقيتهم إلى درجة القمصية في 14 مارس 2016. في يوم أحد توما، 8 مايو 2016 ، كرسهما لانبا صرابامون (en) راهبان في دير الانبا انطونيوس بكاليفورنيا.
كرّسهم البابا تواضروس الثاني في كاتدرائية القديسة العذراء مريم بالزيتون ، يوم الأحد 12 يونيو 2016 ، كأساقفة عموميين لمساعدة المطران سرابيون.

## الاساقفة في أبرشية لوس أنجلوس
- الأنبا سرابيون مطران لوس أنجيلوس وجنوب كاليفورنيا وهاواي
- الأنبا كيرلس الأسقف العام للتعليم المسيحي لأبرشية لوس أنجلوس وجنوب كاليفورنيا وهاواي
- الأنبا أبراهام الأسقف العام للدياكونيا (الخدمات الاجتماعية) في أبرشية لوس أنجلوس وجنوب كاليفورنيا وهاواي
- الأنبا سوريال الأسقف المساعد في أبرشية لوس أنجلوس وجنوب كاليفورنيا وهاواي